# Eviota rubriceps
Eviota rubriceps là một loài cá biển thuộc chi Eviota trong họ Cá bống trắng. Loài này được mô tả lần đầu tiên vào năm 2011.

## Từ nguyên
Từ rubriceps trong danh pháp của loài cá này được ghép từ 2 âm tiết trong tiếng Latinh: rubrum ("màu đỏ") và caput ("đầu"), ám chỉ cái đầu đỏ nổi bật của chúng.

## Phạm vi phân bố và môi trường sống
E. rubriceps có phạm vi phân bố ở vùng biển Tây Thái Bình Dương. Loài cá này đã được tìm thấy xung quanh quần đảo Raja Ampat, Halmahera, quần đảo Banda, quần đảo Maluku và Tây Papua (Indonesia); quần đảo Bismarck (Papua New Guinea) và Palawan (Philippines) ở độ sâu khoảng 17 m trở lại.

## Mô tả
Chiều dài cơ thể tối đa được ghi nhận ở E. rubriceps là 1,4 cm. Mõm, đỉnh đầu và hai bên đầu có màu đỏ. Cơ thể trong mờ, có màu lục lam sẫm.
Số gai ở vây lưng: 7; Số tia vây mềm ở vây lưng: 8; Số gai ở vây hậu môn: 1; Số tia vây mềm ở vây hậu môn: 7 - 8; Số gai ở vây bụng: 1; Số tia vây mềm ở vây bụng: 5.